# Хилполтщайн
Хилполтщайн (на немски: Hilpoltstein) е град в Бавария, Германия, с 13 287 жители (2015).
Намира се на 30 km южно от Нюрнберг. Хилполтщайн е от 1614 до 1644 г. столица на херцогството Пфалц-Хилполтщайн.